# (4053) Cherkasov
(4053) Cherkasov (1981 TQ1) – planetoida z grupy pasa głównego asteroid okrążająca Słońce w ciągu 3,58 lat w średniej odległości 2,34 j.a. Odkryta 2 października 1981 roku.